# Белоусова, Ольга Васильевна
Ольга Васильевна Белоусова — советский хозяйственный, государственный и политический деятель.

## Биография
Родилась в 1909 году в Златоусте. Член ВКП(б).
С 1922 года — на хозяйственной, общественной и политической работе. В 1922—1964 гг. — рассыльная, работница в цехе холодного оружия на Златоустовском механическом заводе (ныне — ПО «Булат»), двадцатипятитысячница, по комсомольской путёвке направлена в Казахскую ССР, организатор колхозов, первая женщина на должности слесаря-сборщика цеха холодного оружия на Златоустовском механическом заводе.
Избиралась депутатом Верховного Совета СССР 2-го созыва.
Умерла в 1988 году в Златоусте.